# Gmina Stara Pazova
Gmina Stara Pazova (serb. Opština Stara Pazova / Општина Стара Пазова) – gmina w Serbii, w Wojwodinie, w okręgu sremskim. W 2018 roku liczyła 64 922 mieszkańców.